# Ambiwalencja suicydalna
Ambiwalencja suicydalna (ang. suicidal ambivalence) – występowanie zarazem chęci życia i chęci śmierci u osób o tendencjach samobójczych.
Craig Bryan i inni definiują ambiwalencję suicydalną jako względną równowagę między chęcią życia a chęcią śmierci. Zauważają oni, że wydawać by się mogło, iż osoby w ryzyku samobójczym cechować się będą głównie chęcią śmierci. Tymczasem obok pragnienia zakończenia życia występuje u nich również chęć jego kontynuowania, osoby takie przejawiają ambiwalencję w stosunku do życia i śmierci, co zauważono już w latach 60. XX wieku. Kovacs i Beck w 1977 określali ten pogląd mianem internal struggle hypothesis (hipotezą wewnętrznej walki). Potwierdzili ją badaniem, w którym połowa osób hospitalizowanych po próbie samobójczej przyznawała się do wewnętrznej dyskusji odnośnie do życia i śmierci, 40% skłaniało się ku śmierci, a 9% wyrażało wolę życia. Co więcej, kolejne badania wykazały, że ambiwalencja nie ustępuje nawet w chwili dokonywania zamachu samobójczego.
Ambiwalencja samobójcza stanowi predyktor zachowań suicydalnych. Ryzyko samobójcze zależy od względnej równowagi pomiędzy chęcią życia a pragnieniem jego zakończenia. Osoby skłaniające się bardziej ku śmierci umierały w jednym z badań 6,5 raza częściej niż ambiwalentne w tym względzie lub zorientowane raczej ku życiu. O'Connor i współpracownicy podjęli nawet próbę podziału osób samobójczych w oparciu o ambiwalencję suicydalną. W grupie osób o przeważającej chęci śmierci pacjenci istotnie częściej podawali próby samobójcze w przeszłości, niż osoby ambiwalentne bądź z przeważającą chęcią życia. Grupy różniły się także poziomem bezradności i subiektywnie postrzeganego ryzyka samobójczego.
W przypadku osoby w kryzysie samobójczym zaleca się przeprowadzenie pełnego badania psychiatrycznego z ewentualną hospitalizacją psychiatryczną w zależności od oceny stopni ryzyka samobójczego. Interwencję kryzysową przeprowadza na przykład Telefon Zaufania dla Dzieci i Młodzieży 116 111.